# Euphorbia brittonii
Euphorbia brittonii es una especie fanerógama perteneciente a la familia de las euforbiáceas. Es endémica de las Bahamas.

## Taxonomía
Euphorbia brittonii fue descrita por Charles Frederick Millspaugh y publicado en Publications of the Field Columbian Museum, Botanical Series 2(3): 159. 1906.
Etimología
Euphorbia: nombre genérico que deriva del médico griego del rey Juba II de Mauritania (52 a 50 a. C. - 23), Euphorbus, en su honor – o en alusión a su gran vientre –  ya que usaba médicamente Euphorbia resinifera. En 1753 Carlos Linneo asignó el nombre a todo el género.
brittonii: epíteto otorgado en honor del botánico estadounidense Nathaniel Lord Britton (1859-19349), gran especialista de la cactáceas y uno de los fundadores del Jardín Botánico de Nueva York. Sus obras más famosas fueron Illustrated Flora of the Northern United States, Canada, y the British Possessions (1896) en coautoría con Addison Brown, y The Cactaceae en colaboración en Joseph Nelson Rose.
Sinonimia
- Chamaesyce brittonii (Millsp.) Millsp.[5]